# قائمة حكام ساكسونيا
تسرد هذه المقالة دوقات وناخبين وملوك حكموا على أراضي مختلفة سميت ساكسونيا مي بداية دوقية ساكسونيا في القرن التاسع حتى نهاية مملكة ساكسونيا في عام 1918.

## دوقات ساكسونيا
تضم دوقية ساكسونيا الأصلية أراضي شعب الساكسون في الجزء الشمالي الغربي من ألمانيا وقتنا الحاضر، وهي ولاية ساكسونيا السفلى الألمانية الحالية، إضافة إلى وستفاليا وولاية ساكسونيا أنهالت الغربية، ولا تتطابق مع ولاية ساكسونيا الألمانية الحديثة.

### الدوقات الأوائل
- هادوغاتو (حكم حوالي. 531)
- برتهولد (حكم حوالي. 627)
- تيودريك (حكم حوالي. 743–744)
- فيدوكيند (حكم حوالي. 777–810)
- أبو (حكم حوالي. 785–811)

### سلالةهاتو
- بانزليبس (حكم في ثلاثينات القرن التاسع)

### سلالة أوتو
| دوقات ساكسونيا |               |                                  |                                           |
| سلالة أوتو     |               |                                  |                                           |
| صورة           | الاسم         | التاريخ                          | ملاحظات                                   |
|                | ليودولف الأول | 850–12 مارس 864 أو 866.          |                                           |
|                | برون          | 12 مارس 864 أو 866–2 فبراير 880. |                                           |
|                | أوتو الأول    | 2 فبراير 880–30 نوفمبر 912.      |                                           |
|                | هاينريش الأول | 30 نوفمبر 912–2 يوليو 936.       | أيضاً ملك ألماني 919–936                   |
|                | أوتو الأول    | 2 يوليو 936–961.                 | أيضاً ملك ألماني 936–973، إمبراطور 962–973 |

### سلالةبيلونغ
| دوقات ساكسونيا |                |                              |         |
| سلالة بيلونغ   |                |                              |         |
| صورة           | الاسم          | التاريخ                      | ملاحظات |
|                | هرمان          | 961–27 مارس 973.             |         |
|                | برنهارت الأول  | 27 مارس 973–9 فبراير 1011.   |         |
|                | برنهارت الثاني | 9 فبراير 1011–29 يونيو 1059. |         |
|                | أوردولف        | 29 يونيو 1059–28 مارس 1072.  |         |
|                | ماغنوس         | 28 مارس 1072–23 أغسطس 1106.  |         |

### سلالةسوبلنبورغ
| دوقات ساكسونيا  |            |                     |                                                |
| سلالة سوبلنبورغ |            |                     |                                                |
| صورة            | الاسم      | التاريخ             | ملاحظات                                        |
|                 | لوثر الأول | 1106–4 ديسمبر 1137. | أيضاً ملك ألماني 1125–1137، وإمبراطور 1133–1137 |

### سلالةفلف
| دوقات ساكسونيا |                |                               |                                      |
| سلالة فلف      |                |                               |                                      |
| صورة           | الاسم          | التاريخ                       | ملاحظات                              |
|                | هاينريش الفخور | 4 ديسمبر 1137–20 أكتوبر 1139. | أيضاً دوق بافاريا باسم هاينريش العاشر |

### سلالةأسكانيا
| دوقات ساكسونيا |             |                      |                        |
| سلالة أسكانيا  |             |                      |                        |
| صورة           | الاسم       | التاريخ              | ملاحظات                |
|                | ألبرشت الدب | 20 أكتوبر 1139–1142. | أيضاً مرغريف براندنبورغ |

### سلالةفلف
| دوقات ساكسونيا |               |            |                                          |
| سلالة فلف      |               |            |                                          |
| صورة           | الاسم         | التاريخ    | ملاحظات                                  |
|                | هاينريش الأسد | 1142–1180. | أيضاً دوق بافاريا باسم هاينريش الثاني عشر |

مع إزاحة آل فلف النهائية عام 1180، تراجعت أراضي دوقية ساكسونيا بحدة. سقطت ويستفاليا إلى رئيس اساقفة كولونيا، في حين ظلت الدوقيتي برونزويك ولاونبورغ بقيت مع آل فلف. كان دوقات قاعدة آل أسكانيا في أقصى الشرق، بالقرب من إلبه، مما أدى إلى اتجاه اسم ساكسونيا تتجه شرقاً نحت متابعة ساكسوني ولذلك تسمى أحيانا الأصغر سنا دوقية ساكسونيا. كما يتم وقف عملية فرز الدوقات لها. في حين أن أول وظيفة نحت متابعة يحسب تنافسياً دوق كما برنهارت الثالث: لأن اثنين من أسلافه الذي يحمل نفس الاسم قبل 1180، أو باسم برنهارت الأول مع حفيد حفيد حفيد حفيد حفيده برنهارت الثاني يجري فرز الثاني. والوظيفة الثانية نحت متابعة الدوق ألبرشت بالفعل احصيت عادة باعتباره أول، على الرغم من قبل 1180 من أن امامه السلف التي تحمل الاسم نفسه، كونه حتى جده ألبرشت الدب.

### دوقية ساكسونيا الأسكانية
استبدل الدوقات الجدد شعار الحصان الساكسوني () وأدخلو ألوان وشعار أسرتهم الأسكانية () مضافاً إليه تـُويج ممتد بانحناء قـُـطري، يرمز إلى التاج الدوقي الساكسوني، كشعار نبالة جديد لساكسونيا (). تبنى حكام آل فيتن التالين شعار النبالة الأسكاني.
| دوقات ساكسونيا |                |            | |
| سلالة أسكانيا |                |            | |
| صورة | الاسم          | التاريخ    | ملاحظات |
| | برنهارت الثالث | 1180–1212. | والد التالي. |
| | ألبرشت الأول   | 1212-1260. | والد من الدوقات التاليين |
| | يوهان الأول    | 1260–1282. | حكم مشترك مع شقيقه ألبرشت الثاني حتى عام 1282، حين استقال يوهان الأول. بعد مرور بعض الوقت من عام 1272 تقاسم يوهان الأول وألبرشت الثاني بعض الاختصاصات بينهما، وإلا أنهما استمرا بالحكم المشترك. |
| | ألبرشت الثاني  | 1260–1296. | حكم مشترك مع أخيه حتى عام 1282، ثم تم تقديم أبناء يوهان الأول الأطفال: ألبرشت الثالث، وإريش الأول، ويوهان الثاني، الذين صعدوا لاحقاً كحكام بالمشاركة. في عام 1296 قسـّم العم وأبناء أخيه ساكسونيا بين خط لاونبورغ (ألبرشت الثالث، وإريش الأول، ويوهان الثاني معا)، وخط فيتنبيرغ، حيث واصل ألبرشت الثاني الحكم وحده حتى عام 1298، ثم خلفه ابنه بواسطة رودولف الأول (انظر قسم دوقات ساكسونيا فيتنبيرغ أدناه في هذا المقال). عم الدوقات الثلاثة التاليين |
| | ألبرشت الثالث، | 1282–1296. | حكم مشترك مع عمه ألبرشت الثاني وأخويه إريش الأول ويوهان الثاني حتى عام 1296. حين تقاسم العم والأخوة ساكسونيا بين خط فيتنبيرغ (ألبرشت الثاني) وخط لاونبورغ، حيث استمر ألبرشت الثالث، وإريش الأول، ويوهان الثاني في الحكم معاً (انظر قسم دوقات ساكسونيا لاونبورغ أدناه في هذه المقالة). شقيق الدوقين التاليين |
| | إريش الأول،    | 1282–1296. | حكم مشترك مع عمه ألبرشت الثاني وأخويه ألبرشت الثالث ويوهان الثاني حتى عام 1296. حين تقاسم العم والأخوة ساكسونيا بين خط فيتنبيرغ (ألبرشت الثاني) وخط لاونبورغ، حيث استمر ألبرشت الثالث، وإريش الأول، ويوهان الثاني في الحكم معاً (انظر قسم دوقات ساكسونيا لاونبورغ أدناه في هذه المقالة). شقيق الدوق التالي |
| | يوهان الثاني،  | 1282–1296. | حكم مشترك مع عمه ألبرشت الثاني وأخويه ألبرشت الثالث وإريش الأول حتى عام 1296. حين تقاسم العم والأخوة ساكسونيا بين خط فيتنبيرغ (ألبرشت الثاني) وخط لاونبورغ، حيث استمر ألبرشت الثالث، وإريش الأول، ويوهان الثاني في الحكم معاً (انظر قسم دوقات ساكسونيا لاونبورغ أدناه في هذه المقالة) |
| في 1296، أنهى ألبرشت الثاني وأبناء أخيه ألبرشت الثالث، وإريش الأول، ويوهان الثاني حكمهم المشترك وتقاسموا ساكسونيا في خط لاونبورغ، حيث استمر ألبرشت الثالث، وإريش الأول، ويوهان الثاني في الحكم معاً حتى عام 1303، وخط فيتنبيرغ، حيث استمر ألبرشت الثاني كحاكم وحيد حتى عام 1298. |                |            | |

#### دوقات ساكسونيا لاونبورغ
باعتبر دوق ساكسونيا أحد الأمراء الناخبين الذين يختارون الإمبراطور الروماني المقدس الجديد، نشأ صراع بين خـَـطي لاونبورغ وفيتنبيرغ حول هذه قضية من الذي ينبغي أن يدلي بصوت ساكسونيا. في سنة 1314 وجد كلا الخطين أنفسيهما على جانبين مختلفين في انتخابات مزدوجة. في نهاية المطاف، نجح دوقات ساكسونيا فيتنبيرغ عام 1356 بعد صدور مرسوم الذهبي. لتمييزه عن الحكام الآخرين الحاملين للقب دوق ساكسونيا، كان يـُسمى عادة ناخب ساكسونيا.
- إريش الأول بين عامي 1296-1303 حكم مشترك، ثم حكم حتى 1360 في ساكسونيا بيرغيدورف، المقتسمة من ساكسونيا لاونبورغ (انظر قسم دوقات ساكسونيا راتسيبورغ لاونبورغ أدناه في هذه المقالة)
- يوهان الثاني بين عامي 1296-1303 حكم مشترك، ثم حكم حتى 1321 في ساكسونيا راتسيبورغ، المقتسمة من ساكسونيا لاونبورغ (انظر قسم دوقات ساكسونيا بيرغيبورغ مولن أدناه في هذه المقالة)
- ألبرشت الثالث بين عامي 1296-1303 حكم مشترك، ثم حكم حتى 1308 في ساكسونيا راتسيبورغ، المقتسمة من ساكسونيا لاونبورغ، بموته ورث إريش نصيبه

سنة 1303 تقاسم الاخوة ميراثهم بينهم، ولكن كان فقط شقيقان لديهما ورثة، فأسسا خطي بيرغيدورف مولن، وراتسيبورغ لاونبورغ.

##### دوقات ساكسونيا بيرغيدورف مولن
سميت أولاً ساكسونيا مولن، ولكن، تمت إعادة تسميتها في أعقاب إعادة توزبع أراضي شمل أجزاء من نصيب ألبرشت الثالث في سنة 1321.
- جون الثاني، 1285-1321، تنافس على منصب أمير ساكسونيا الناخب مع ابنه عمه رودولف الأول
- ألبرشت الرابع، 1321-1343.
- يوهان الثالث، 1343-1356.
- ألبرشت الخامس، 1356-1370
- إريش الثالث، 1370-1401.

سنة 1401، انقرض الفرع الأكبر، فعادت لاونبورغ إلى خط راتسيبورغ لاونبورغ.

##### دوقات ساكسونيا راتسيبورغ لاونبورغ
سميت أولاً ساكسونيا بيرغيدورف لاونبورغ، ولكن، تمت إعادة تسميتها في أعقاب إعادة توزبع أراضي بعد وراثة حصة ألبرشت الثالث.
- إريش الأول، 1305-1361 (حكم مشترك حتى 1308).
- إريش الثاني، 1361-1368.
- إريش الرابع، 1368-1412.[1]

سنة 1401، ورث الفرع الأصغر لاونبورغ، وغيرها من ممتلكات خط بيرغيدورف مولن الأكبر المنقرض.

#### دوقات ساكسونيا لاونبورغ (1401–1876)
| دوقات ساكسونيا لاونبورغ |                 |                                                                                  | |
| سلالة أسكانيا، خط لاونبورغ |                 |                                                                                  | |
| صورة | الاسم           | التاريخ                                                                          | ملاحظات |
| | إريش الخامس     | 1401–1436.                                                                       | حكم مشترك مع والده إريش الرابع (حتى 1411)، وشقيقه الأصغر يوهان الرابع (حتى 1414)، وشقيقه أصغرهم برنهارت الثاني (من عام 1426) |
| | يوهان الرابع    | حكم مشترك مع والده إريش الرابع (حتى 1411) وشقيقه الأكبر إريش الخامس، شقيق التالي | |
| | برنهارت الثاني  | 1426–1463                                                                        | حكم مشترك مع شقيقه إريش الخامس حتى عام 1436. والد الدوق التالي |
| | يوهان الخامس    | والد الدوق التالي                                                                | |
| | ماغنوس الأول    | 1507–1543.                                                                       | والد الدوق التالي |
| | فرانتس الأول    | 1543–1571 ومرة أخرى 1573–1581.                                                   | حكم مشترك مع ابنه فرانتس الثاني من سنة 1578. والد الدوقات الثلاثة التاليين |
| | ماغنوس الثاني   | 1571–1573.                                                                       | شقيق الدوقين التاليين |
| | فرانتس الثاني   | 1578–1619.                                                                       | نائب الوصي من عام 1578، ومدير من سنة 1581. حكم مشترك مع شقيقه موريتس بين عامي 1581 و1612. والد أوغست ويوليوس هاينريش |
| | موريتس          | 1581–1612.                                                                       | حكم مشترك مع شقيقه فرانتس الثاني. عم الدوقين التاليين |
| | أوغست           | 1619–1656.                                                                       | شقيق دوق التالي |
| | يوليوس هاينريش  | 1656–1665.                                                                       | والد الدوقين التاليين |
| | فرانتس إردمان   | 1665–1666.                                                                       | ابن يوليوس هاينريش الأكبر من زوجته الثانية. |
| | يوليوس فرانتس   | 1666–1689.                                                                       | الابن الاصغر ليوليوس هاينريش من زوجته الثالثة. |
| انقرض خط ذكور آل أسكانيا الساكسو لاونبورغيين سنة 1689. فاغتصب آل فلف الدوقية، مانعين الخلافة عن الوريثة الشرعية، آنا ماريا فرانسيسكا ساكسونيا لاونبورغ، وتوارثوها بخط براونشفايك ولوننبورغ-تسيله. |                 |                                                                                  | |
| سلالة فلف، الخط اللونيبورغي |                 |                                                                                  | |
| صورة | الاسم           | التاريخ                                                                          | ملاحظات |
| | غيورغ فيلهلم    | 1689–1705.                                                                       | غزا ساكسونيا لاونبورغ بقواته، مانعاً صعود الوريثة الشرعية الدوقة آنا ماريا فرانسيسكا ساكسونيا لاونبورغ؛ استيلاء الأمر الواقع هذا لم يشـَرعـَن إمبراطورياً إلا في عام 1728، هو حفيد حفيد ماغنوس الأول من طريق والدة جدته دوروتيا ساكسونيا-لاونبورغ-راتسيبورغ.                                                                                   |
| سلالة فلف، خط الهانوفري |                 |                                                                                  | |
| | غيورغ لودفيش    | 1705–1727.                                                                       | ابن شقيقه وصهر غيورغ فيلهلم. |
| | غيورغ أوغست     | 1727–1760.                                                                       | سنة 1728 أقطع الإمبراطور كارل السادس ساكسونيا لاونبورغ إلى غيورغ أوغست، مضفياً أخيراً الشرعية على استيلاء الأمر الواقع من قبل جده. |
| | غيورغ الثالث    | 1760–1814.                                                                       | انهت احتلالات متعددة الأمر الواقع في الحروب النابوليونية، حفيد غيورغ أوغست وابن غيورغ الثالث، وافق جورج الوصي على تمرير ساكسونيا لاونبورغ إلى ابن عمه الدانماركي في إعادة تشكيل إقليمية عامة في مؤتمر فيينا |
| دوقات ساكسونيا لاونبورغ |                 |                                                                                  | |
| سلالة أولدنبورغ، الخط الرئيسي |                 |                                                                                  | |
| صورة | الاسم           | التاريخ                                                                          | ملاحظات |
| | فريدرش الأول    | 1814–1839.                                                                       | فريدرش ابن حفيدة الدوق غيورغ أوغست على الناحيتين، عن طريق والدته كارولين ماتيلدا ملكة الدنمارك والنرويج وعن طريق والده كريستيان السابع ملك الدنمارك. ألوان ساكسونيا لاونبورغ الرسمية تغيرت إلى الأحمر والذهبي. |
| | كريستيان الأول  | 1839–1848.                                                                       | ابن أخ غير شقيق للسابق، ولكن لا يقرب إلى آل فلف الساكسو اللاونبورغيين، ومع ذلك هو حفيد حفيد حفيد الدوق فرانتس الأول |
| | فريدرش الثاني   | 1848–1863.                                                                       | ابن السابق |
| سلالة أولدنبورغ، خط غلوكسبورغ |                 |                                                                                  | |
| | كريستيان الثاني | 1863–1864.                                                                       | أُزيح في حرب شلسفيغ الثانية واستقال بعد معاهدة فيينا. كانت والدته ابنة عم فريدرش الأول وكريستيان الأول وكذلك ابنة حفيد جورج أوغست من ناحيتي الأب والأم. |
| دوقات ساكسونيا لاونبورغ |                 |                                                                                  | |
| سلالة هوهنتسولرن، خط برلين |                 |                                                                                  | |
| صورة | الاسم           | التاريخ                                                                          | ملاحظات |
| | فيلهلم          | 1865–1876.                                                                       | سنة 1865، طبقات ساكسونيا لاونبورغ عرض عليه عرش الدوقية، وقبل بذلك. هو حفيد حفيد حفيد الدوق غيورغ فيلهلم. تم تغيير شعار نبالة ساكسونيا لاونبورغ إلى الألوان الحمراء والفضة، مع الحدود في الألوان البروسي من الأبيض والأسود. قررت كل من دوق والعقارات لدمج ساكسونيا لاونبورغ إلى بروسيا، كدوقية لاونبورغ المناطقية، اعتبارا من 1 يوليو 1876. |

استمرت السلالة الأسكانية في ساكسونيا لاونبورغ حتى 1689، لكن بعد الخط اللاونبورغي فقدت أخيرا الانتخابية الساكسونية إلى خط فيتنبيرغ عام 1356 وفشلت في الحصول على الخلافة في الانتخابية بعد 1422، تضاءل الاعتراف بدوقات ساكسونيا لاونبورغ كدوقات ساكسونيا.

#### دوقات ساكسونيا فيتنبيرغ
لسلفه راجع القسم دوقية ساكسونيا الأسكانية أعلاه في هذه المقالة.
| دوقات ساكسونيا فيتنبيرغ |               |            | |
| سلالة أسكانيا |               |            | |
| صورة | الاسم         | التاريخ    | ملاحظات |
| | ألبرشت الثاني | 1296–1298. | 1260–1296 حكم مشترك لساكسونيا مع شقيقه يوهان الأول، دوق ساكسونيا (حتى 1282) وبعد ذلك مع أبناء هذا الأخير ألبرشت الثالث، إريش الأول، ويوهان الثاني. سنة 1296 عم وأبناء أخ تقاسموا ساكسونيا بين خط فيتنبيرغ حيث استمر ألبرشت الثاني حاكماً وحيداً، وخط لاونبورغ حيث اشترك أبناء أخيه بالحكم (انظر قسم دوقات ساكسونيا لاونبورغ أعلاه في هذه المقالة). والد الدوق التالي |
| | رودولف الأول  | 1298-1356  | نافسه ابن عمه يوهان الثاني على صفة الأمير الناخب لساكسونيا. |
| في يناير 1356 أكد مرسوم الإمبراطوري الذهبي رودولف الأول أميراً ناخباً لساكسونيا، وبالتالي اتفق على حكام ساكسونيا فيتنبيرغ كناخبي ساكسونيا من حينها (انظر قسم ناخبو ساكسونيا أعلاه في هذه المقالة). |               |            | |

### دوقات ساكسونيا من آل فتين

#### دوقات ساكسونيا الألبرتيون
الألبرتيون فرع أصغر من سلالة فتين ناخبو ساكسونيا (القسم أعلاه)، حكموا تورنغن الشمالية والجنوبية مايسن حتى حلوا محل الفرع «الإرنستي» الأكبر كناخبين وحكام لمعظم الأراضي الساكسونية سنة 1547.
| دوقات ساكسونيا           |                |            | |
| سلالة فتين، اخط الألبرتي |                |            | |
| صورة                     | الاسم          | التاريخ    | ملاحظات |
|                          | ألبرشت الشجاع  | 1464-1500. | الابن الاصغر لفريدرش الثاني، ناخب ساكسونيا. قسـّم الأراضي الساكسونية، بما في ذلك بما في ذلك تورنغن ومايسن مع شقيقه إرنست سنة 1485. |
|                          | غيورغ الملتحي  | 1500-1539  | ابن ألبرشت. عارض مارتن لوثر. |
|                          | هاينريش الرابع | 1539-1541  | شقيق غيورغ. أدخل اللوثرية إلى ساكسونيا الألبرتية.                                                                                 |
|                          | موريس          | 1541-1553, | ابن هاينريش الرابع. أصبح ناخباً 1547.                                                                                              |

#### دوقات ساكسونيا الإرنستيون
بعد نزوحهم من الألبرتيين، واصل فرع إرنستين من آل فيتن للحكم في ولاية تورنغن الجنوبية حيث «دوقات ساكسونيا»، لكن أراضيهم انقسم في نهاية المطاف إلى العديد من «الدوقيات الإرنستية» المختلفة الصغيرة. منها ساكسونيا فايمار-آيزيناخ، ساكسونيا كوبورغ وغوتا، ساكسونيا ماينينغن، وساكسونيا ألتنبورغ استمرت حتى عام 1918. هذه المقالة لا تسرد الدوقات الإرنستيين اللاحقين.

## ناخبو ساكسونيا
أكد مرسوم الإمبراطوري الذهبي لعام 1356 حق دوق ساكسونيا في خط ساكسونيا فيتنبيرغ في المشاركة بانتخاب الإمبراطور الروماني المقدس. لسلفه راجع قسم الدوقات الأسكانيون لساكسونيا فيتنبيرغ أعلاه في هذا المقال.
| ناخبو ساكسونيا |                            |                |                | |
| سلالة أسكانيا  |                            |                |                | |
| صورة           | الاسم                      | البداية        | النهاية        | ملاحظات |
|                | رودولف الأول               | 10 يناير 1356  | 11 مارس 1356   | منذ 1298 دوق ساكسونيا فيتنبيرغ. |
|                | رودولف الثاني              | 11 مارس 1356   | 6 ديسمبر 1370  | ابن رودولف الأول. |
|                | فنتسل                      | 6 ديسمبر 1370  | 15 مايو 1388   | شقيق رودولف الثاني. |
|                | رودولف الثالث              | 15 مايو 1388   | 9 يونيو 1419   | ابن فنتسل. |
|                | ألبرشت الثالث              | 9 يونيو 1419   | 12 نوفمبر 1422 | شقيق رودولف الثالث. |
| سلالة فتين     |                            |                |                | |
| صورة           | الاسم                      | البداية        | النهاية        | ملاحظات |
|                | فريدرش الأول               | 6 يناير 1423   | 4 يناير 1428   | لـُقب "الحربي." بعد انقراض خط فيتنبيرغ الأسكاني، أعطيت الانتخابية إلى فريدرش مرغريف مايسن ولاندغريف تورينغن من آل فتين. |
|                | فريدرش الثاني Friedrich II | 4 يناير 1428   | 7 سبتمبر 1464  | لـُقب "الدمث". ابن فريدرش الأول. حكم بالمشاركة ساكسونيا مع أشقاءه، ولكنه الوحيد صاحب حق الانتخاب. والد إرنست وألبرشت، مؤسسا خطي الإرنستية (يستمر أدناه) والألبرتية الساكسونيين (انظر القسم دوقات ساكسونيا الألبرتيون أعلاه في هذه المقالة). |
| الخط الإرنستي  |                            |                |                | |
|                | إرنست                      | 7 سبتمبر 1464  | 26 أغسطس 1486  | ابن فريدرش الثاني، تقاسم ساكسونيا مع شقيقه ألبرشت، آخذاً فيتنبيرغ ومايسن الشمالية وتورينغن الجنوبية. ورث تورينغن سنة 1482 وحكمها بالمشاركة مع ألبرشت حتى عام 1485.                                                                          |
|                | فريدرش الثالث              | 26 أغسطس 1486  | 5 مايو 1525    | يلقب "الحكيم." ابن أرنست. واغظ لـ مارتن لوثر، ولكنه كاثوليكي طوال حياته. |
|                | يوهان                      | 5 مايو 1525    | 16 أغسطس 1532  | يلقب "الراسخ." شقيق فريدرش الثالث. أسس اللوثرية قانونياً في أراضيه سنة 1527. |
|                | يوهان فريدرش الأول         | 16 أغسطس 1532  | 19 مايو 1547   | يلقب "الشهم." ابن يوهان الراسخ. حرمه الإمبراطور من حق الانتخاب شارل الخامس لدوره في حرب شمالكالدنية. مات سنة 1554. |
| الخط الألبرتي  |                            |                |                | |
|                | موريس                      | 4 يونيو 1547   | 11 يوليو 1553  | ابن عم ثاني ليوهان فريدرش، حفيد ألبرشت. رغم أنه لوثري، تحالف مع شارل الخامس ضد رابطة شمالكالدنية. تحصل على حق الانتخاب للخط الألبرتي سنة 1547 بعد انتصار شارل الخامس في معركة موهلبيرغ.                                                    |
|                | أوغست الأول                | 11 يوليو 1553  | 12 فبراير 1586 | شقيق موريتس. اعترف به ناخباً المخلوع يوهان فريدرش سنة 1554. |
|                | كريستيان الأول             | 12 فبراير 1586 | 25 سبتمبر 1591 | ابن أوغست الأول. |
|                | كريستيان الثاني            | 25 سبتمبر 1591 | 23 يونيو 1611  | ابن كريستيان الأول. |
|                | يوهان غيورغ الأول          | 23 يونيو 1611  | 8 أكتوبر 1656  | شقيق كريستيان الثاني، حكم خلال حرب الثلاثين عاما، التي تحاف فيها أحياناً مع الإمبراطور وأحياناً أخرى مع ملك السويد. |
|                | يوهان غيورغ الثاني         | 8 أكتوبر 1656  | 1 سبتمبر 1680  | ابن يوهان غيورغ الأول. |
|                | يوهان غيورغ الثالث         | 1 سبتمبر 1680  | 22 سبتمبر 1691 | ابن يوهان غيورغ الثاني. |
|                | يوهان غيورغ الرابع         | 22 سبتمبر 1691 | 27 أبريل 1694  | ابن يوهان غيورغ الثالث. |
|                | فريدرش أوغست الأول         | 27 أبريل 1694  | 1 فبراير 1733  | شقيق يوهان غيورغ الرابع. تحول إلى الكاثوليكية سنة 1697 من أجل المنافسة على تاج بولندا. أخذ التاج البوندي سنة 1697، عارضه ستانيسواف ليشتنسكي عام 1704، أجبر على التخلي عن العرش عام 1706، عاد ملكاً سنة 1709 حتى وفاته. لـُقب "القوي".        |
|                | فريدرش أوغست الثاني        | 1 فبراير 1733  | 5 أكتوبر 1763  | ابن فريدرش أوغست الأول. تحول إلى الكاثوليكية سنة 1712. ملك بولندا 1734-1763. لـُقب ""البدين" أو "الساكسوني" (في بولندا). |
|                | فريدرش كريستيان            | 5 أكتوبر 1763  | 17 ديسمبر 1763 | ابن فريدرش أوغست الثاني، تربى كاثوليكياً. |
|                | فريدرش أوغست الثالث        | 17 ديسمبر 1763 | 20 ديسمبر 1806 | ابن فريدرش كريستيان. انتهى حقه الانتخابي بانهيار الإمبراطورية الرومانية المقدسة سنة 1806، وأصبح ملك ساكسونيا. لـُـقـّب ب"العادل." |

## ملوك ساكسونيا
تفككت الإمبراطورية الرومانية المقدسة سنة 1806. استبق ناخب ساكسونيا المتحالف مع نابوليون الأول انهيارها بأن أصبح حاكم مملكة ساكسونيا المستقلة سنة 1806.
| ملوك ساكسونيا |                     |                |                |                                                                     |
| سلالة فتين    |                     |                |                |                                                                     |
| صورة          | الاسم               | البداية        | النهاية        | ملاحظات                                                             |
|               | فريدرش أوغست الأول  | 20 ديسمبر 1806 | 5 مايو 1827    | دوق وارسو 1807-1813. لـُقب ب"العادل."                                |
|               | أنطون               | 5 مايو 1827    | 6 يونيو 1836   | شقيق فريدرش أوغست الأول.                                            |
|               | فريدرش أوغست الثاني | 6 يونيو 1836   | 9 أغسطس 1854   | ابن شقيق أنطون.                                                     |
|               | يوهان               | 9 أغسطس 1854   | 29 أكتوبر 1873 | شقيق فريدرش أوغست الثاني.                                           |
|               | ألبرشت Albert       | 29 أكتوبر 1873 | 19 يونيو 1902  | ابن يوهان. لـُقب ب"الطيب"                                            |
|               | غيورغ               | 19 يونيو 1902  | 15 أكتوبر 1904 | شقيق ألبرشت.                                                        |
|               | فريدرش أوغست الثالث | 15 أكتوبر 1904 | 13 نوفمبر 1918 | ابن غيورغ. آخر ملوك ساكسونيا. خسر عرشه في ثورات الألمانية عام 1918. |